# Radiaster elegans
Radiaster elegans är en sjöstjärneart som beskrevs av Perrier 1881. Radiaster elegans ingår i släktet Radiaster och familjen Radiasteridae. Inga underarter finns listade i Catalogue of Life.